# شتراوالده
شتراوالده (به آلمانی: Strahwalde) یک منطقهٔ مسکونی در آلمان است که در هرنهوت واقع شده‌است. شتراوالده ۷۹۸ نفر جمعیت دارد.